# Cesare Balbo
Cesare Balbo (Torino, 1789. november 21. – Torino, 1853. június 3.) olasz államférfi, történész és író.

## Életútja
Politikai téren már 17 éves korában kezdett működni, amikor Napóleon az államtanács auditorává nevezte ki; később, Napóleon olaszországi hadjáratai alatt nagy szerep jutott neki az új olasz tartományok igazgatása körül. 1824-ben visszavonult a politikai pályáról és ez időtől fogva egész 1847-ig az irodalomnak élt, mint egyik legelőkelőbb tagja annak az írói gárdának, amely az 1820-50 közti években Olaszország újjászületésén munkálkodott. Mazzini és Gioberti iratai mellett az ő Speranze d'Italia című könyvének volt legnagyobb hatása nemzetére. Azt vitatta benne, hogy az olasz államok konföderációja lehetetlen mindaddig, amíg az ország nagy része idegenek kezében van; az olaszoknak egyelőre csak egy célt szabad maguk elé tűzniük: a függetlenítést az idegen hatalmak alól. 1847. március 16-ától július 28-áig feje volt a legelső piemonti alkotmányos minisztériumnak és lemondása után is több ízben vállalt a piemonti kormánytól politikai missziót.